# Václav Vydra (1956)
Václav Vydra nejmladší (* 7. ledna 1956 Praha) je český divadelní, filmový, televizní a dabingový herec, bavič, chovatel koní. Je členem uměleckého souboru Divadla na Vinohradech.

## Život
Narodil se v Praze jako syn Václava Vydry a Dany Medřické. Je vnukem Václava Vydry, ředitele Národního divadla v letech 1945 až 1949. Po absolutoriu na Pražské konzervatoři (1977) působil v několika divadelních souborech, například v kladenském Divadle Jaroslava Průchy, Městském divadle Mladá Boleslav a v letech 1979–1994 v Městských divadlech pražských.
Od roku 1995 je členem Divadla na Vinohradech, hostoval a hostuje i na jiných pražských scénách (Divadlo Bez zábradlí, Hudební divadlo v Karlíně). Patří k úspěšným filmovým a televizním hercům, věnuje se také dabingu.
První manželství s herečkou Danou Homolovou, uzavřené v roce 1981, nemělo dlouhého trvání, a skončilo rozvodem v roce 1983. V témže roce se jeho partnerkou stala herečka Jana Boušková, se kterou se oženil v roce 2006 po 23 letech vztahu.

## Divadelní role (výběr)

### Divadlo na Vinohradech

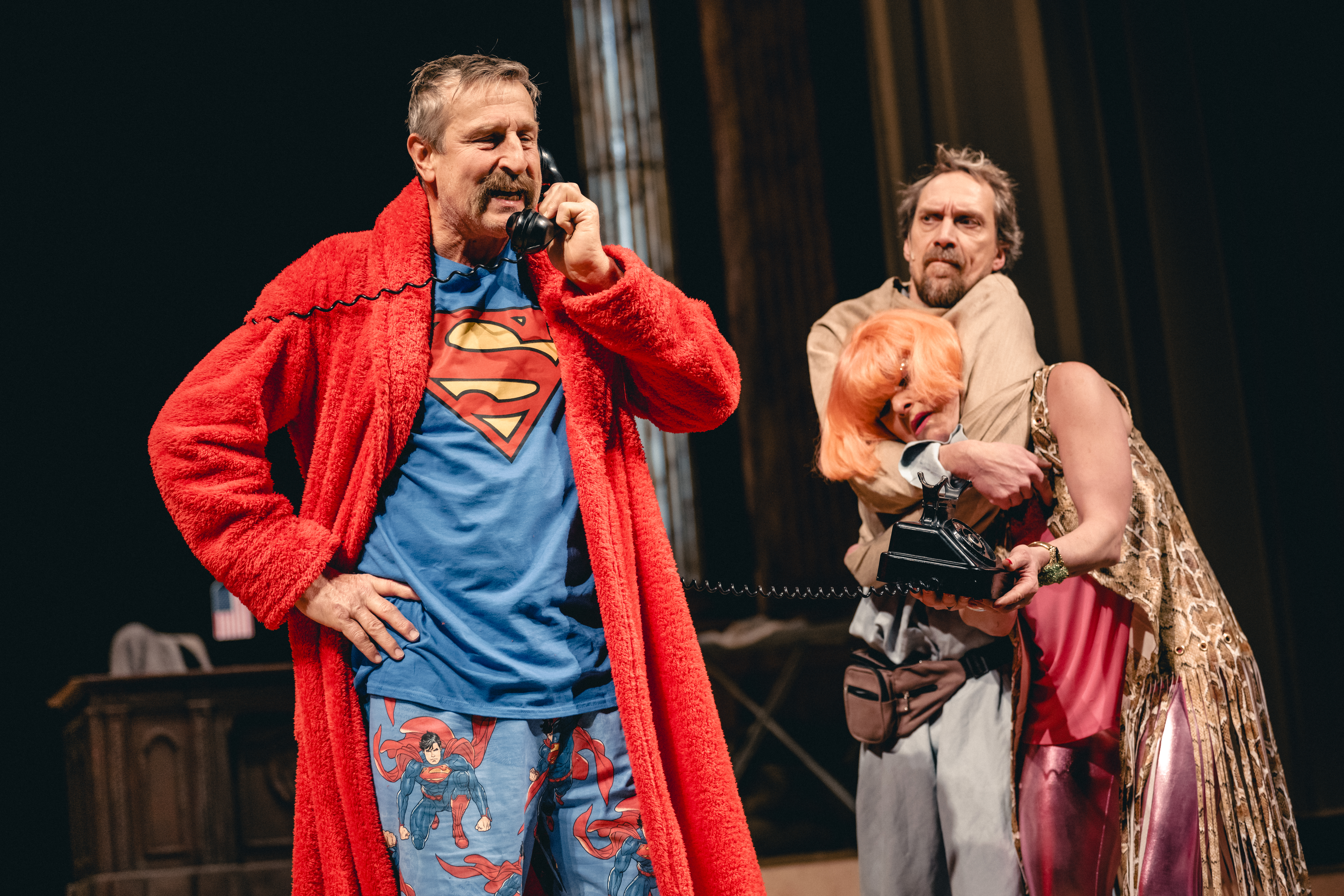
Václav Vydra v roli Waltera Hollandera, s Tomášem Pavelkou (Páter Drobny) a Andreou Černou (Marion Hollanderová) v inscenaci Nepijte tu vodu, Divadlo na Vinohradech, foto Petr Chodura (2023)

- 1974 Alexandr Petrovič Štejn: V zajetí času, režie: Jan Strejček, premiéra: 11. prosince 1974, role: Malý Vsevolod
- 1976 Maxim Gorkij: Letní hosté, režie: Jan Strejček, premiéra: 20. března 1976, role: Vlas
- 1995 Franz Werfel: Jacobowski a plukovník, režie: Jiří Menzel, premiéra: 3. listopadu 1995, role: Szabuniewicz
- 1996 Carlo Goldoni: Poprask na laguně, režie: Ladislav Smoček, premiéra: 25. března 1994, role: Patron Toni
- 1996 Friedrich Dürrenmatt: Návštěva staré dámy, režie: Štefan Strnisko, premiéra: 13. září 1996, role: Policista
- 1997 Fjodor Michajlovič Dostojevskij – Zdeněk Kaloč: Bratři Karamazovi, režie: Zdeněk Kaloč, premiéra: 7. února 1997, role: Rakitin
- 1997 Molière: Misantrop, režie: Zdeněk Kaloč, premiéra: 19. prosince 1997, role: Klitandr
- 1998 Ödön von Horváth: Povídky z Vídeňského lesa, premiéra: 20. února 1998, role: Havlitschek
- 1998 John Ford: Škoda, že byla děvka, režie: Vladimír Strnisko, premiéra: 26. října 1998, role: Bergetto, Donadův synovec
- 1999 Josef Čapek – Karel Čapek: Ze života hmyzu, režie: Zdeněk Kaloč, premiéra: 29. ledna 1999, role: Paví očko – Cvrček – Ministr propagandy – Jepice
- 1999 Bengt Ahlfors: Divadelní komedie, režie: Vladimír Strnisko, česká premiéra: 21. května 1999, role: Bengt, autor
- 1999 Carlo Goldoni: Zpívající Benátky, režie: Jiří Menzel, premiéra: 17. prosince 1999, role: Leandr
- 2000 Jan Drda: Hrátky s čertem, režie: Jiří Menzel, premiéra: 3. listopadu 2000, role: Martin Kabát
- 2001 Friedrich Dürrenmatt podle Williama Shakespeara: Král Jan, režie: Jiří Menzel, premiéra: 30. října 2001, role: Filip II.
- 2002 Jiří Hubač podle Jamese Clavella: Král krysa, režie: Jan Novák, premiéra: 10. dubna 2002, role: Jones
- 2002 Jiří Suchý podle Aristofana: Lysistrata, režie: Jiří Menzel, premiéra: 29. května 2002, role: Radní
- 2003 Molière: Don Juan, režie: Jiří Menzel, premiéra: 20. února 2003, role: Don Juan
- 2003 Carlo Gozzi: Král jelenem, režie: Petr Svojtka, premiéra: 25. září 2003, role: Truffaldino, ptáčník
- 2004 Ken Ludwig: Lo Stupendo aneb Tenor na roztrhání, režie: Jan Novák, premiéra: 20. dubna 2004, role: Max
- 2005 Eduardo Rovner: Vrátila se jednou v noci, režie: Radovan Lipus, premiéra: 31. března 2005, role: Manuel
- 2006 Ken Ludwig: Shakespeare v Hollywoodu, režie: Jana Kališová, česká premiéra: 20. června 2006, role: Will Hays
- 2007 Friedrich Dürrenmatt: Herkules a Augiášův chlív, režie: Jaroslav Brabec, premiéra: 1. června 2007, role: Kambýses
- 2008 Ödön von Horváth: Na krásné vyhlídce, režie: Michal Dočekal, česká premiéra: 18. března 2008, role: Strasser
- 2009 Georg Büchner: Vojcek, režie: Daniel Špinar, premiéra: 9. dubna 2009, role: Doktor
- 2010 Nikolaj Vasiljevič Gogol: Naprosto neuvěřitelná událost: Ženitba, režie: Vladimír Morávek, premiéra: 5. března 2010, role: Kočkarev
- 2011 Edmon Rostand – Pavel Kohout – Xindl X: Cyrano!! Cyrano!! Cyrano!!, režie: Vladimír Morávek, premiéra: 30. května 2011, role: Raguenau
- 2012 Woody Allen – Jürgen Fischer: Mocná Afrodité, režie: Natália Deáková, premiéra: 31. ledna 2012, role: Lenny
- 2012 Noël Coward: To byla moje písnička!, režie: Petr Kracik, česká premiéra: 2. listopadu 2012, role: Alan Bennet
- 2013  Max Frisch: Andorra, režie: Martin Čičvák, premiéra: 13. září 2013, role: Učitel
- 2014 Graham Linehan: Bytná na zabití, režie: Juraj Deák, česká premiéra: 16. května 2014, role: Major
- 2015 David Hare: Nevzdávej to (Gethsemane), režie: Juraj Deák, česká premiéra: 15. května 2015, role: Otto Fallon
- 2016 Piérre-Aristide Bréal: Velká mela aneb Francouzská kuchyně, režie: Daniel Hrbek, premiéra: 18. března 2016, role: César
- 2016 Georges Feydeau: Když ptáčka lapají…, režie: Tomáš Töpfer, poprvé: 14. listopadu 2016, premiéra: 6. ledna 2017, Fontanet
- 2018 Eurípidés: Ifigenie v Aulidě, režie: Martin Čičvák, premiéra: 16. února 2018, role: Agamemnón
- 2018 Nikolaj Vasiljevič Gogol: Revizor, režie: Juraj Deák, premiéra: 19. prosince 2018, role: Ivan Kuzmič Špekin, pošmistr
- 2019 William Shakespeare: Jak se vám líbí, režie: Juraj Deák, premiéra: 13. prosince 2019, role: Šašek
- 2021 Eugène Labiche: Slaměný klobouk, režie: Tomáš Töpfer, premiéra: 8. září 2021, role: Beauperthuis
- 2022 George Bernard Shaw: Člověk nikdy neví, režie: Šimon Dominik, premiéra: 18. listopadu 2022, role: Fergus Crampton
- 2023 Woody Allen: Nepijte tu vodu, režie: Juraj Deák, premiéra: 15. prosince 2023, role: Walter Hollander

### Divadlo Bez zábradlí
- 1998 Francis Veber: Blbec k večeři, režie Jiří Menzel, Divadlo Bez zábradlí

### Divadlo Broadway
- 2017 Muž se železnou maskou; Divadlo Broadway

### Hudební divadlo Karlín
- 2021 Filip Renč-Zdeněk Zelenka: Rebelové, Hudební divadlo Karlín
- 2022 Slunce, seno, jahody; Hudební divadlo Karlín

### Divadlo Kalich
- 2022 Norman Foster: Nikdy není pozdě, režie: Pavel Khek, Divadlo Kalich

### Divadlo Pod věží
- 2024 Francis Veber: Manželské turbulence, režie: Antonín Procházka, Divadlo Pod věží

### Divadlo Palace
- 2024 Marc Camoletti: A do pyžam!  Divadlo Palace

## Filmové role
- 1973 – Přijela k nám pouť
- 1975 –  Osvobození Prahy  (vězeň v Terezíně - Jevgenij Šesták)
- 1980 – Půl domu bez ženicha, V hlavní roli Oldřich Nový
- 1982 – Fandy, ó Fandy, Poslední propadne peklu
- 1983 – Svatební cesta do Jiljí
- 1983 – Díra ve zdi
- 1984 – S čerty nejsou žerty
- 1986 – Salar
- 1987 – Copak je to za vojáka…, Zuřivý reportér
- 1988 – Dobří holubi se vracejí, Oznamuje se láskám vašim
- 1991 – Skús ma objať, Tankový prapor
- 1992 – Černí baroni
- 1993 – Jedna kočka za druhou, Kaspar Hauser
- 1994 – Helimadoe, V erbu lvice
- 1995 – Má je pomsta, Učitel tance
- 1996 – Pinocchiova dobrodružství
- 1997 – Zdivočelá země
- 1999 – Z pekla štěstí
- 2001 – Z pekla štěstí 2
- 2003 – Kameňák (Pepa Novák)
- 2004 – Kameňák 2 (Pepa Novák)
- 2005 – Kameňák 3 (Pepa Novák)
- 2008 – Vy nám taky, šéfe!
- 2009 – Peklo s princeznou
- 2013 – Kameňák 4 (Pepa Novák)
- 2015 – Vánoční Kameňák (Pepa Novák)

### Seriály
- 1983 – Návštěvníci

- 1994 – Bylo nás pět
- 1996 – Život na zámku
- 1987 – Panoptikum Města pražského
- 1997 – Hospoda
- 2001 – Šípková Růženka
- 2001 – Četnické humoresky
- 2008 – Ošklivka Katka (František Bertold)
- 2012 – Gympl s (r)učením omezeným
- 2014 – Kriminálka Anděl – díl Mise (plukovník Peterka)
- 2019 – Kameňák

## Dabing
- 2012 Madagaskar 3 – David Schwimmer (Melman)
- 2011 Šťastný člověk – Gaston Lepage (Ti-Guy)
- 2009 Šťastný a veselý Madagaskar – David Schwimmer (Melman)
- 2008 Dobrodružství Rockyho a Bullwinkla [dabing Prima] – Keith Scott (Bullwinkle)
- 2008 Madagaskar 2: Útěk do Afriky – David Schwimmer (Melman)
- 2008 Sissi a Yetti – Michael Herbig (Ignác)
- 2005 Madagaskar – David Schwimmer (Melman)
- 2004 Záchranáři – Pat Buttram (Luke)
- 2002 Medvídek Pú: Krásný Nový rok medvídka Pú – Michael Gough (Sysel)
- 2002 Vražda na večeři – James Cromwell (Marcel)
- 1999 Tarzan – Wayne Knight (Tantor)
- 1999 Život Brouka – Richard Kind (Molt)
- 1998 Armageddon [dabing VHS] – Ken Campbell (Max Lennert)
- 1997 Báječná dovolená [dabing Nova] – John Candy (Chet Ripley)
- 1996 Polda a bandita [dabing ČT] – Mike Henry (Junior)
- 1995 Pulp Fiction – Historky z podsvětí – Ving Rhames (Marsellus Wallace)
- 1994 Donato a dcera – Louis Giambalvo (náčelník Hugh Halliday)
- 1991 Otec na služební cestě – Tomislav Gelic (Berberin Hamdo)
- 1989 Cindy [dabing ČST] – Franco Caracciolo (Egisto Gherardeschi)
- 1987 Hrdost Jesse Hallama – Guy Boyd (policista)
- 1983 Svědek – Serge Malik (mechanik)
- 1998 Policejní akademie – Tony Longo (Luke Kackley)
- 1994 Hotýlek – Andrew Sachs (Manuel)
- 1993 My z Kačerova [dabing ČT] (Ňouma)
- 1991 My z Kačerova [dabing ČST] (Ňouma)
- 1990 Zlaté groše – William Upjohn (Bones)
- 1983 Goro, bílý pes (Yamada)
- 1973 Robin Hood, vlk (šerif z Nozthinghamu)

## Rozhlas
- 1993 Miloň Čepelka: Freony, Minihoror. Český rozhlas. Hudební improvizace Emil Viklický. Dramaturg Josef Hlavnička. Režie Jan Fuchs. Účinkují: Václav Vydra, Jan Teplý, Simona Stašová a Jaroslav Kepka.
- 1998 Hector Hugh Munro: Povídka Podivné příběhy lorda Clovise, překlad: František Vrba,  dramatizace: Jan Žáček, účinkují: Viktor Preiss, Květa Fialová, Stella Zázvorková, Otakar Brousek starší Petr Nárožný, Jorga Kotrbová, Jiří Štěpnička, Václav Vydra, Stanislav Fišer; režie: Josef Červinka.
- 2001 František Pavlíček: Svatojánské vřesy, původní rozhlasová hra o složitosti a křehkosti lidských vztahů. Hudba Vladimír Rejlek, dramaturgie Jana Weberová, režie Ludmila Engelová. Hrají: Josef Somr, Daniela Kolářová, Lenka Krobotová, Vladimír Brabec, Ladislav Mrkvička, Johanna Tesařová, Václav Vydra, Jaromír Meduna a Radovan Lukavský.[4]
- 2010 Rudolf Těsnohlídek: Dobrodružství lišky Bystroušky. Dramatizace Anna Jurásková. Hudba Vlastimil Redl. Dramaturgie Václava Ledvinková. Režie Jaroslav Kodeš. Účinkují: Lucie Pernetová, Václav Vydra, Taťjana Medvecká, Jiří Köhler, Stanislav Zindulka, Radek Holub, Jiří Maršál, Marek Eben, Jiří Lábus, Jaroslav Vlach, Jitka Smutná, Jana Drbohlavová, Tomáš Racek, Denisa Nová, Anna Suchánková, Nikola Bartošová, Dana Reichová, Valerie Rosa Hetzendorfová, Justýna Anna Šmuclerová, Josef Tuček, Vladimír Fišer, Antonín Tuček a Dorota Tučková.
- 2020 – Alois Jirásek: Lucerna (Sejtko)[5]

## Chov koní
Václav Vydra chová koně na svém statku ve středočeské obci Slapy. Je to jeden z průkopníků přirozeného chovu koní, tedy chovu ve stájích bez oddělení jednotlivých koní do boxů (tzv. volné ustájení) a bez podkov, za způsob strouhání kopyt svých koní byl ale ze začátku veřejně kritizován.

## Ocenění
Dne 14. srpna 2010 mu Čestné občanství udělila obec Chotilsko.